# ساکورانتین
ساکورانتین (به انگلیسی: Sakuranetin) با فرمول شیمیایی C۱۶H۱۴O۵ یک ترکیب شیمیایی است. که جرم مولی آن ۲۸۶٫۲۷ g/mol می‌باشد. 